# Племена Европы
«Племена Европы» — немецкий фантастический мини-сериал, премьера которого состоялась на Netflix 19 февраля 2021 года. Главные роли в нём сыграли Генриетта Конфуриус, Эмилио Сакрай, Давид Али Рашед, Мелика Форутан.

## Сюжет
Действие сериала происходит в будущем, в 2074 году, когда Европа оказывается расколотой на множество племён. Главные герои — двое братьев и сестра, которые случайно завладевают таинственным кубом и оказываются втянутыми в масштабный конфликт.

## В ролях
- Генриетта Конфуриус — Лив
- Эмилио Сакрай — Киано / Тарок
- Давид Али Рашед — Элья
- Мелика Форутан — лорд Варвара / София
- Оливер Мазуччи — Моисей
- Ана Улару — Грета
- Роберт Финстер — командир Давид Фос
- Беньямин Задлер — Якоб
- Себастьян Бломберг — капитан Ивар
- Жанетт Хайн — Амина
- Джеймс Фолкнер — генерал Фрэнсис Кэмерон
- Йохан Майерс — Бракер
- Адриана Угарте — Алия
- Янник Шюман — девятка
- Айша Джой Самуэль — Алана
- Микаэль Эрпельдинг — атлантийский пилот
- Клаус Танге — Марк
- Леонард Кунц — Линус
- Ричард Земан — Грегор
- Маттео ван дер Грийн — Мерк
- Ойгене Боатенг — капрал Сэм Йебоа

## Создание и оценки
Сериал был снят немецкой компанией Wiedemann & Berg Filmproduktion. Съёмки проходили в сентябре — декабре 2019 года в Чехии, Хорватии и Германии (в том числе в Берлине). 16 декабря 2020 года был опубликован тизер сериала, а премьера состоялась 19 февраля 2021 года.
На сайте-агрегаторе отзывов Rotten Tomatoes «Племена Европы» получили рейтинг 88 %. Маттиас Хальбиг из RedaktionsNetzwerk Deutschland охарактеризовал сериал как стандартную для германского телевидения постапокалиптику, которой не хватает глубины, оригинальности и сюжетной логики. Астрид Эбенфюрер в рецензии для derStandard.at тоже отметила наличие сюжетных клише, но всё же признала «Племена Европы» достойным зрелищем для поклонников жанра.
Даниэль Герхардт в интервью для Time Online рассказал, что сериал показался ему слишком запутанным: есть ощущение, что судьба каждого из трёх центральных персонажей следует разным жанровым образцам из научной фантастики, вестернов и фэнтези и что авторы шоу просто не нашли свой стиль.